# Stilobezzia bicolor
Stilobezzia bicolor är en tvåvingeart som beskrevs av Lane 1947. Stilobezzia bicolor ingår i släktet Stilobezzia och familjen svidknott. Inga underarter finns listade i Catalogue of Life.